# 검은 관현악단
검은 관현악단(독일어: Schwarze Kapelle 슈바르츠 카펠레[*], 영어: Black Orchestra 블랙 오케스트라[*])은 독일 제3제국 당시 독일 국방군 내부 인물이나 기독교계 인사, 구 제2제국 귀족 등 보수우익 성향의 사람들 중에서 아돌프 히틀러에게 반대하여 저항운동을 하거나 쿠데타 음모를 꾸민 사람들을  게슈타포측에서 일컬은 용어이다. 국방군 고위 장교와 독일 정부 고급공무원 다수가 연루되어 있었다. 한편 공산당을 비롯한 좌익 성향의 저항운동가들은 붉은 관현악단이라고 불렀다.

## 주요 단원
검은 관현악단 단원은 국방군과 독일 정부 각처에 암약하고 있었다. 단원으로 정확히 밝혀진 자 또는 그 심증이 있는 자는 다음과 같다.
- 울리히 폰 하셀: 이탈리아 주재 독일 특명전권대사
- 카를 프리드리히 괴르델러: 라이프치히 시장
- 루트비히 베크 상급대장: 육군총사령부 참모본부장
- 디트리히 본회퍼: 신학자
- 빌헬름 카나리스 제독: 첩보기관 아프베어 총수
- 한스 오스터 소장: 아프베어 부총수
- 프란츠 할더 상급대장: 육군총사령부 참모본부장
- 요제프 뮐러: 기사련 정치인
- 한스 폰 도흐나니: 법학자. 아프베어 정치과 과장
- 한스 베른트 기세피우스: 외교관, 첩보장교
- 헬무트 그로스쿠르트 중령: 아프베어 제2국 국장
- 에르빈 폰 라호우젠 소장: 아프베어 제2국 국장
- 헤닝그 폰 그레스코브: 클루게 장군의 본부에 소속된 작전과장
- 헬무트 야메스 그라프 폰 몰트케: 보불전쟁의 영웅 헬무트 폰 몰트케 장군의 조카손자
- 페터 요르크 폰 바텐부르크: 법률가. 크라이자우단 창설 멤버
- 아담 폰 트로트 주 졸츠
- 에른스트 폰 바이츠제커: 독일 외무성 장관
- 에리히 코르트: 독일 외무성 각료국장
- 하소 폰 에츠도르프: 독일 외무성의 육군총사령부 연락 담당자
- 파비안 폰 슐라브렌도르프: 트레스코프 장군의 부관
- 클라우스 폰 슈타우펜베르크 대령: 아우구스트 폰 그나이제나우 장군의 증손자, 기병여단 장교.
- 카를하인리히 폰 스튈프나겔 대장: 파리 주둔 국방군 계엄사령관
- 에리히 펠기벨 대장: 통신부대 사령관
- 에르빈 폰 비츨레벤 원수
- 에리히 회프너 대장
- 프리드리히 올브리히트 대장

검은 관현악단의 활동 비선은 파리 - 베를린 - 스몰렌스크 사이에 형성되어 있었다.